# وروجن علیا (هوراند)
وروجن علیا یکی از روستاهای استان آذربایجان شرقی است که در دهستان چهاردانگه شهرستان هوراند واقع شده است.